# Плішка (водоспад)
Водоспа́д Плі́шка — водоспад, гідрологічна пам'ятка природи місцевого значення в Україні. 
Розташований у межах Перечинського району Закарпатської області, на захід від міста Перечин, при північно-східному схилі гори Плішка (гірський масив Вигорлат). 
Площа 0,2 га. Статус надано згідно з рішенням облвиконкому від 18.11.1969 року № 414 і від 23.10.1984 року № 253. Перебуває у віданні ДП «Перечинське ЛГ» (Перечинське л-во, кв. 29, вид. 2, 5, 7). 
Статус надано з метою збереження мальовничого водоспаду на лісовому потоці. Водоспад заввишки 1 м, розташований на висоті 780 м. над р. м. серед кам'яних брил і скель. У посушливі пори потік майже пересихає.